# La herencia de Flora
 (juin 2025).
Si vous disposez d'ouvrages ou d'articles de référence ou si vous connaissez des sites web de qualité traitant du thème abordé ici, merci de compléter l'article en donnant les références utiles à sa vérifiabilité et en les liant à la section « Notes et références ».
Pour plus de détails, voir Fiche technique et Distribution.
La herencia de Flora est un film biographique historique dramatique péruvien réalisé et scénarisé par Augusto Tamayo San Román d'après un script original de Jimena Ortiz de Zevallos et sorti en 2024.

## Synopsis
Le film relate une partie de la vie d'adulte de la féministe franco-péruvienne Flora Tristan, en particulier son voyage depuis Bordeaux à Arequipa afin de revendiquer son héritage péruvien.

## Fiche technique
Sauf indication contraire, les informations mentionnées dans cette section peuvent être confirmées par les bases de données cinématographiques IMDb et Allociné,  présentes dans la section « Liens externes ».
- Titre original : La herencia de Flora
- Réalisation : Augusto Tamayo San Román
- Scénario : Augusto Tamayo San Román
- Musique : Miguel Figueroa, Víctor Villavicencio
- Décors :
- Costumes :
- Photographie :
- Son :
- Montage :
- Production : Argos Producciones Audiovisuales 
  - Coproduction :
  - Production déléguée :
- Sociétés de production :
- Société de distribution : Tondero Distribución
- Budget :
- Pays de production :  Pérou
- Langue originale : espagnol
- Format :
- Genre : Film biographique, historique, dramatique
- Durée : 135 minutes
- Dates de sortie :
  - Pérou : 
    - 7 mars 2024 (en salles)

## Distribution
- Paloma Yerovi : Flora Tristan
- Diego Bertie : Capitaine Chabrie
- Silvana Cañote : Aline
- Joaquin de Obergoso : Chazal
- Vanessa Saba : Eleonor Blanc
- Mónica Sánchez : Mariscala Francisca
- Alberto Ísola : Pio Tristan
- Bruno Odar : Docteur Benitez
- Gonzalo Revoredo : Colonel Escudero